# Magic of Endoria
Magic of Endoria ist ein rundenbasiertes Computer-Strategiespiel, das man als den Vorläufer von Dungeon Keeper betrachten kann: Wie auch dort geht es darum, unter der Erde eine Basis aufzubauen, Räume auszugraben und einzurichten sowie die eigenen Kämpfer zu trainieren.
Spielziel ist es, die 5 Splitter, in denen die Seele einer Gottheit gefangen sind, zu sammeln, um selber zur Gottheit aufzusteigen.
Dabei helfen einem neben einer Vielzahl von Arbeiterkreaturen auch Monster, die zunächst erforscht und dann beschworen werden müssen.

## Versionen
- Im Gegensatz zur Version auf dem C64 wird die PC-Version in Echtzeit gespielt.
- Da die PC-Version von Anfängern als zu komplex bezeichnet wurde, brachte Sunflowers später eine Lite-Version auf den Markt.

## Kritiken
Die PC-Version erhielt sehr positive Reviews und wurde unter anderem von der ASM zum Spiel des Monats gewählt.